# Piraterie informatică
Pirateria informatică este practica ilegală de a obține, copia, distribui sau utiliza software, fișiere media sau alte tipuri de conținut protejat de drepturile de autor fără permisiunea proprietarului. Aceasta include descărcarea ilegală a jocurilor, filmelor, muzicii sau altor produse digitale.  

## Instrumente
Există o varietate de instrumente și metode folosite în pirateria informatică. Acestea pot include site-uri web de torrente, rețele de partajare a fișierelor (cum ar fi BitTorrent), forumuri și grupuri online specializate în distribuirea conținutului piratat. Este important să se rețină că utilizarea acestor instrumente este ilegală și poate avea consecințe legale.

## Motive
Există mai multe motive pentru care unii oameni apelează la piraterie. Unul dintre motive este accesul gratuit la conținutul pe care nu și-l permit sau pe care nu doresc să îl plătească. Alți oameni pot considera că prețurile pentru anumite produse sunt prea ridicate sau că nu au alternative legale convenabile. Cu toate acestea, este important să se rețină că pirateria este ilegală și poate afecta negativ creatorii de conținut și industria în ansamblu.